# Moca
Moca là một chi bướm đêm trong họ Immidae.